# Ehrenmedaille des Komitees der Antifaschistischen Widerstandskämpfer in der DDR

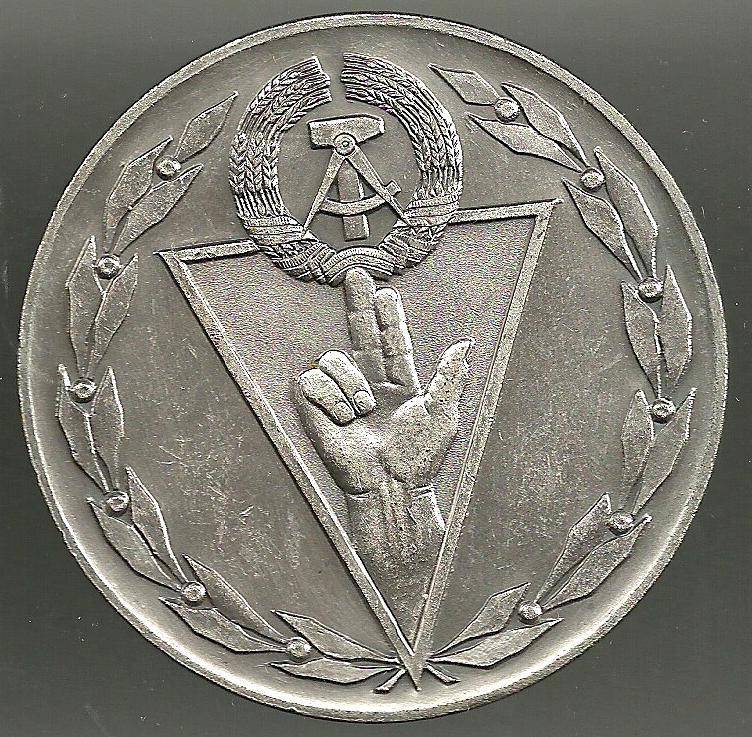
Ehrenmedaille antifaschistischer Widerstand – 60 mm

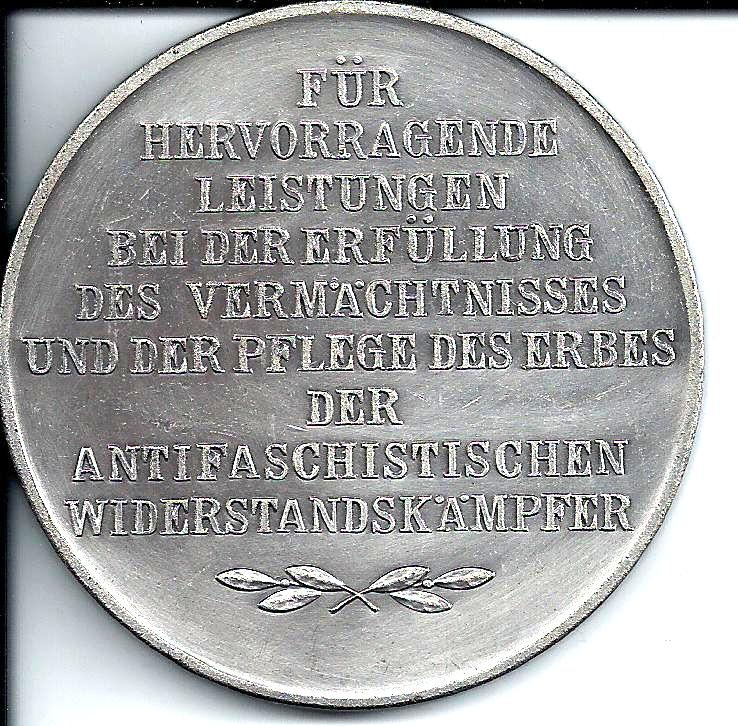
Revers der Ehrenmedaille antifaschistischer Widerstandskämpfer

Die Ehrenmedaille des Komitees der Antifaschistischen Widerstandskämpfer in der DDR war eine nichtstaatliche Auszeichnung  des gleichnamigen Komitees der Antifaschistischen Widerstandskämpfer der Deutschen Demokratischen Republik (DDR), welche 1975 in einer Stufe gestiftet und anlässlich des 30. Jahrestages der Befreiung am 6. Mai 1975 erstmals verliehen wurde. Die Verleihung erfolgte für hervorragende Leistungen bei der Erfüllung des Vermächtnisses der antifaschistischen Widerstandskämpfer und des Schwurs der befreiten Antifaschisten.

## Aussehen und Trageweise
Die vergoldete Medaille mit einem Durchmesser von 32 mm zeigt auf ihrem Avers mittig ein rot lackiertes Dreieck in dessen Mitte der Teil eines Armes und einer Hand zu sehen ist, deren Finger symbolisch das Schwur-Zeichen von Buchenwald zeigen. Darüber prangt das Staatswappen der DDR. Umschlossen wird die Symbolik von einem Lorbeerkranz. Getragen wurde die Medaille an einer angeprägten Öse an einer ebenfalls rot lackierten 30,5 × 9,5 mm großen Spange mit goldener Umrahmung an der linken oberen Brustseite.
Es gab auch eine größere ähnlich gestaltete silberfarbene Ehrenmedaille mit einem Durchmesser von 60 mm und mit gleichem Avers wie oben und der Revers-Beschriftung „Für hervorragende Leistungen bei der Erfüllung des Vermächtnisses und der Pflege des Erbes der Antifaschistischen Widerstandskämpfer“ unten mit gekreuzten Lorbeerzweigen.